# Gipperejaure
Gipperejaure är en sjö i Strömsunds kommun i Jämtland och ingår i Ångermanälvens huvudavrinningsområde. Sjön har en area på 0,641 kvadratkilometer och ligger 827,2 meter över havet. Gipperejaure ligger i Frostvikenfjällen Natura 2000-område.

## Delavrinningsområde
Gipperejaure ingår i det delavrinningsområde (718262-144640) som SMHI kallar för Utloppet av Gipperejaure. Medelhöjden är 880 meter över havet och ytan är 3,58 kvadratkilometer. Det finns inga avrinningsområden uppströms utan avrinningsområdet är högsta punkten. Vattendraget som avvattnar avrinningsområdet har biflödesordning 4, vilket innebär att vattnet flödar genom totalt 4 vattendrag innan det når havet efter 309 kilometer. Avrinningsområdet består mestadels av kalfjäll (82 procent). Avrinningsområdet har 0,64 kvadratkilometer vattenytor vilket ger det en sjöprocent på 17,9 procent.